# Josh's Suicide
Josh's Suicide est un film américain de comédie réalisé par Henry Lehrman et Mack Sennett, sorti en 1911.

## Fiche technique
- Réalisation : Henry Lehrman et Mack Sennett
- Société de production et de distribution : American Mutoscope and Biograph Company
- Date de sortie : 12 octobre 1911

## Distribution
- Fred Mace
- Edward Dillon